# Аджена

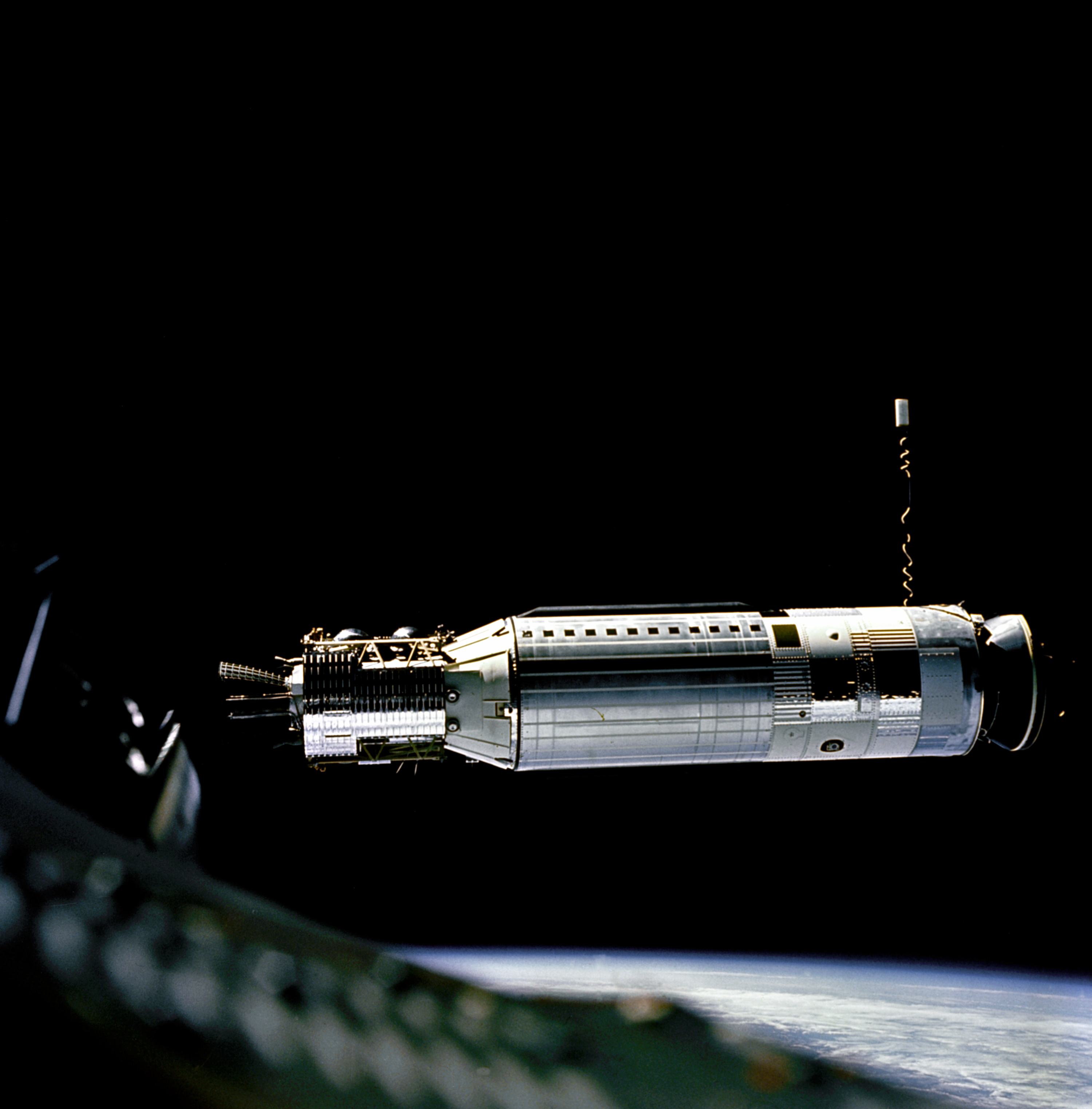
«Аджена-VIII» в качестве мишени для стыковки с пилотируемым кораблём Джемини-8 в рамках программы Джемини, март 1966.

RM-81 «Аджена» (англ. RM-81 Agena) — американский разгонный блок и платформа обеспечения спутников, первоначально разрабатывался компанией Локхид в интересах программы создания разведывательных спутников WS-117L.
После разделения WS-117L на программы разработки спутников фоторазведки SAMOS и CORONA и программу разработки спутников раннего предупреждения о ракетном нападении MIDAS, «Аджена» стал использоваться в качестве разгонного блока и одного из основных компонентов в нескольких программах, в том числе при выведении на орбиту спутников фоторазведки СORONA и в качестве мишени для отработки сближения и стыковки в космосе с пилотируемыми кораблями по программе Джемини (от Джемини-6A и до Джемини-12 включительно) — Agena Target Vehicle (ATV), или же Gemini-Agena Target Vehicle (GATV).
В качестве разгонного блока применялся в составе ракет-носителей «Атлас-Аджена», «Тор-Аджена», «Торад-Аджена» и Титан-3B, также изучалась возможность его использования в программах Space Shuttle и Атлас-5. 
Всего, начиная с 28 февраля 1959 года, «Аджена» запускался 365 раз, последний запуск состоялся в феврале 1987 года (в варианте Agena D).
RM-81 «Аджена» приспособлен для длительного пребывания в условиях космического пространства с повторными запусками двигательной установки для коррекции орбиты и спуска космического аппарата (не отделяемого от «Аджены» на орбите). Масса ступени с топливом составляет около 7 тонн, тяга жидкостного ракетного двигателя 72 кН.

## Модификации
Варианты ступени "Аджена": 
| Вариант  | Модель               | Тяга  | Время работы | Применение                                         | Число запусков |
| -------- | -------------------- | ----- | ------------ | -------------------------------------------------- | -------------- |
| Аджена-A | Bell 8001, Bell 8048 | 69 кН | 120 с        | Атлас-Аджена, Тор-Аджена                           | 20             |
| Аджена-B | Bell 8081            | 71 кН | 240 с        | Атлас-Аджена, Тор-Аджена                           | 76             |
| Аджена-D | Bell 8096, Bell 8247 | 71 кН | 265 с        | Атлас-Аджена, Тор-Аджена, Торад-Аджена, Титан IIIB | 269            |